# مارغريت س. غيتس
مارغريت س. غيتس (بالإنجليزية: Margaret C. Gates)‏ هي مدرسة فن وفنانة أمريكية، ولدت في 1903 في واشنطن العاصمة في الولايات المتحدة، وتوفيت في 4 نوفمبر 1989 في ميتشلفيل في الولايات المتحدة.